# Niedarczów Górny-Kolonia
Niedarczów Górny-Kolonia (prononciation : [ɲeˈdart͡ʂuf ˈɡurnɨ kɔˈlɔɲa]) est un village polonais de la gmina de Kazanów dans le powiat de Zwoleń de la voïvodie de Mazovie dans le centre-est de la Pologne.

## Histoire
De 1975 à 1998, le village appartenait administrativement à la voïvodie de Radom.